# Durchlassbereich

Toleranzschema für ein Bandpassfilter

Der Durchlassbereich ist derjenige Frequenzbereich eines Frequenzfilters, innerhalb dessen dieser die in einem elektrischen Signal enthaltene Frequenzen passieren lässt. Als Grenze des Durchlassbereichs wird üblicherweise eine Dämpfung von 3 dB bzw. das Absinken des Signalpegels auf etwa 71 % definiert.

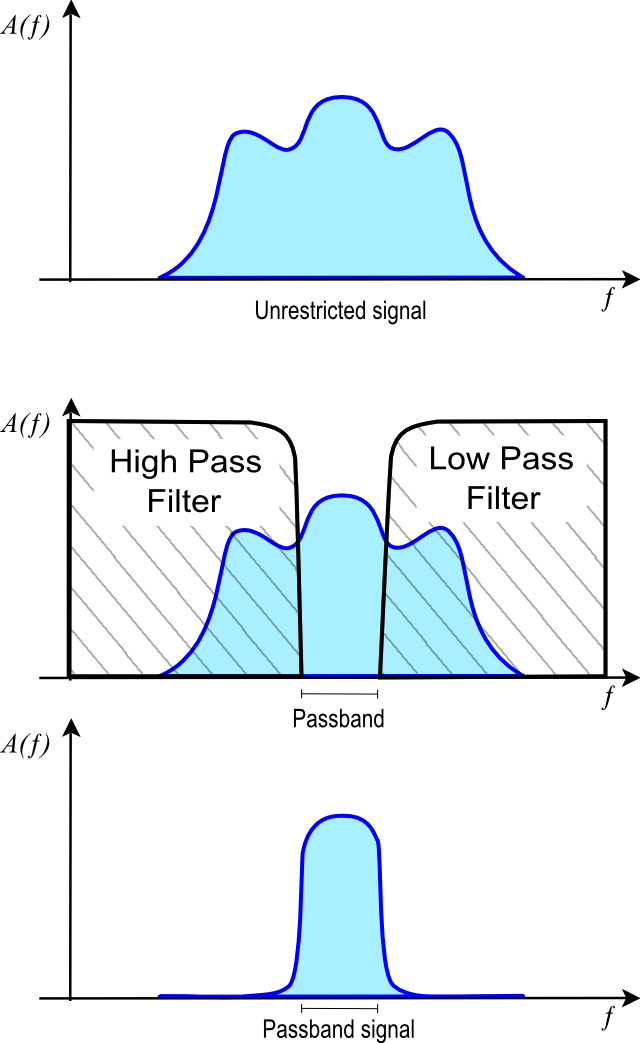
Ungefiltertes Signal (oben). Bandpass Filter angewendet (Mitte). Resultierendes Signal (unten). A(f) ist die Amplitude des Signals in willkürlichen Einheiten

- Tiefpass: Der Frequenzbereich erstreckt sich von 0 Hz bis zu dessen Grenzfrequenz ft.
- Hochpass: Der Durchlassbereich beginnt bei dessen Grenzfrequenz fh und erstreckt sich nach oben hin theoretisch bis zu unendlich hohen Frequenzen.
- Bandpass: Der Durchlassbereich liegt zwischen der unteren Grenzfrequenz f1 und der oberen Grenzfrequenz f2 und heißt auch Bandbreite, da der Filter ein Frequenzband der Breite f2 - f1 hindurchlässt.
- Sperrfilter (notch filter) oder Bandsperre: Außer der Sperrfrequenz bzw. des Sperr-Frequenzbereiches passieren alle anderen Frequenzen den Filter.

Eine in der Messtechnik und Tonstudiotechnik übliche Breite des Durchlassbereiches ist 1/3 Oktave (eine Terz); solche Filter werden Terzfilter genannt. Zwischenfrequenzfilter in UKW-Empfängern haben zum Beispiel einen Durchlassbereich von 150 bis 250 kHz Bandbreite.